# Пшивузкі
Пшивузкі (пол. Przywózki) — село в Польщі, у гміні Соколів-Підляський Соколовського повіту Мазовецького воєводства.
Населення — 492 особи (2011).
У 1975-1998 роках село належало до Седлецького воєводства.

## Демографія
Демографічна структура станом на 31 березня 2011 року:
|          | Загалом | Допрацездатний вік | Працездатний вік | Постпрацездатний вік |
| -------- | ------- | ------------------ | ---------------- | -------------------- |
| Чоловіки | 239     | 51                 | 162              | 26                   |
| Жінки    | 253     | 52                 | 147              | 54                   |
| Разом    | 492     | 103                | 309              | 80                   |